# Panfilo (nome)
Panfilo  è un nome proprio di persona italiano maschile.

## Varianti
- Maschili: Panfilio[2], Pamfilo[3][4]
- Femminili: Panfila, Panfilia

### Varianti in altre lingue
- Catalano: Pàmfil
- Francese: Pamphile
- Greco antico: Πάμφιλος (Pamphilos)[1][5], Πάμφυλος (Pamphylos)
- Latino: Pamphilus[2]
- Polacco: Pamfil, Pamfilos, Pamfilusz
- Portoghese: Pânfilo
- Russo: Памфил (Pamfil)
- Spagnolo: Pánfilo[1]
- Ungherese: Pamfil

## Origine e diffusione
Continua il nome greco Πάμφιλος (Pamphilos), che, composto dai termini παν (pan, "tutto") e φίλος (philos, "amico", "benevolo", ma anche "amato", "caro"), può essere interpretato come "amico di tutti", "benevolo verso tutti", o anche "amato da tutti", "caro a tutti", o ancora "tutto amore". Entrambi gli elementi che compongono il nome sono comuni nei nomi di origine greca: pan si ritrova anche in Pamela, Pandora, Pancrazio e Panagiōtīs, mentre philos compone Filomena, Filippo, Filandro, Teofilo e Filoteo.
In Italia è diffuso per lo più in Abruzzo, grazie al culto di san Panfilo di Sulmona.

## Onomastico
L'onomastico può essere festeggiato in memoria di più santi, fra i quali, alle date seguenti:
- 16 febbraio, san Panfilo di Cesarea, presbitero e martire con altri compagni a Cesarea marittima sotto Galerio[7]
- 28 aprile, san Panfilo, vescovo di Sulmona, patrono di Sulmona, Spoltore e Scerni[3][8]
- 7 settembre, san Panfilo, vescovo di Capua[9]
- 21 settembre, san Panfilo di Roma, martire sulla via Salaria[10]

## Persone
- Panfilo di Anfipoli, pittore greco antico
- Panfilo di Cesarea, santo libanese
- Panfilo di Sulmona, vescovo e santo italiano
- Panfilo Castaldi, medico e letterato italiano
- Panfilo De Riseis, politico italiano
- Panfilo Di Cioccio, sindacalista, anarchico e antifascista italiano
- Panfilo Gentile, giornalista, scrittore e politico italiano
- Panfilo Nuvolone, pittore italiano
- Panfilo Serafini, storico e patriota italiano

### Varianti maschili

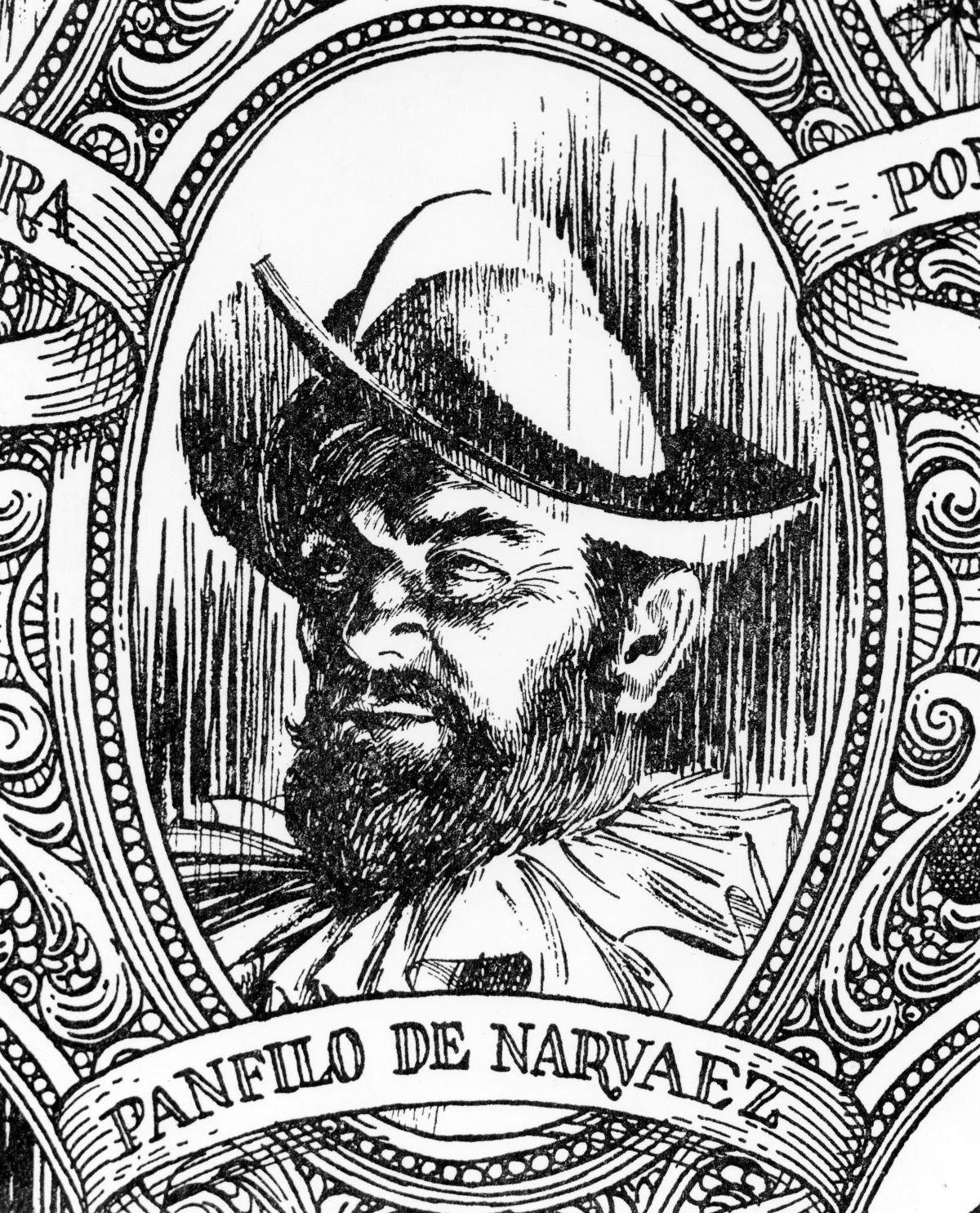
Pánfilo de Narváez

- Pánfilo de Narváez, esploratore spagnolo
- Pánfilo Escobar, calciatore paraguaiano
- Pamphile Mihayo Kazembe, calciatore della Repubblica Democratica del Congo

### Variante femminile Panfila
- Panfila di Epidauro, storica greca antica

## Il nome nelle arti
- Panfilo è anche il nome di un personaggio presente in più commedie di Terenzio, ed è spesso fidanzato con Filumena. In altre commedie, ci sono personaggi femminili col nome di Panfila.
- Panfilo (Pamphilus seu de amore) è una commedia elegiaca del XII secolo, di autore ignoto, che riflette il nome del suo protagonista
- Panfilo è il nome di uno dei protagonisti del Decameron e dell'amante infedele della Elegia di Madonna Fiammetta, entrambe opere letterarie del Boccaccio.
- Pamphile è un personaggio del romanzo di Octave Mirbeau Il reverendo Jules.